# Spelling 2003 voor de Limburgse dialecten
De Spelling 2003 voor de Limburgse dialecten, ook wel Veldekespelling, is een spelling voor de Limburgse dialecten die ontwikkeld is door de Vereniging Veldeke. 
Het doel van deze spelling is dat dezelfde klank in elk van deze dialecten hetzelfde geschreven kan worden.

## Historie
De eerste versie van de Veldekespelling werd in 1928 gepubliceerd, waarna in 1952, 1983 en 2000 aanpassingen van dit spellingsysteem plaatsvonden.
Dit spellingsysteem geniet tot op heden geen officiële status, maar wordt wel als "officieel gepromoot" aangeduid wegens het gebruik van deze spelling binnen de Raod veur 't Limburgs en Vereniging Veldeke. De Veldekespelling wordt o.a. gehanteerd bij tweetalige plaatsnaamborden in Nederlands Limburg. 
De spellingversie van 2003 is grotendeels gebaseerd op die van Jan Notten en werd samengesteld door voornoemde, Pierre Bakkes, Herman Cromvoets en Frans Zuug.

## Transcriptie

### Klankinventaris

#### Korte klinkers
| klank | voorbeeld       | uitspraak                  | IPA |
| ----- | --------------- | -------------------------- | --- |
| a     | kat             | als in het Ndl.            | /ɑ/ |
| e     | bel             | tussen Ndl. a en e         | /æ/ |
| e     | de              | sjwa                       | /ə/ |
| è     | sjtèl           | tussen Ndl. e en i         | /ε/ |
| i     | hin ("kip")     | als in het Ndl.            | /ɪ/ |
| o     | kop             | als in het Ndl.            | /ɔ/ |
| ó     | sjtóp ("stoep") | geronde en meer gesloten o | /o/ |
| ö     | dörp            | als de oe in het Fr. oeuf  | /œ/ |
| u     | un ("ui")       | als in het Ndl.            | /ʏ/ |

#### Lange klinkers
| klank | voorbeeld         | uitspraak                             | IPA      |
| ----- | ----------------- | ------------------------------------- | -------- |
| a(a)  | aaf ("af")        | als in het Ndl.                       | /a:/     |
| ae    | gaere ("graag")   | tussen aa in paar en ai in fair in    | /æ:/     |
| ao    | maon ("maan")     | benadert de oo uit oor                | /ɒ:, ɔ:/ |
| äö    | sjäöp ("schapen") | als de oe uit het Fr. soeur (lange ö) | /œ:/     |
| ee    | leef ("lief")     | Ndl. ee zonder naslag                 | /e:/     |
| èè/ei | trèèn ("trein")*  | als de è uit het Fr. mère             | /ε:/     |
| eu    | geut ("goot")     | Ndl. eu zonder naslag                 | /ø:/     |
| ie    | wies ("wijs")     | als in het Ndl.; dikwijls langer      | /i(:)/   |
| oe    | hoes ("huis")     | als in het Ndl.; dikwijls langer      | /u(:)/   |
| o(o)  | good ("goed")     | Ndl. oo zonder naslag                 | /o:/     |
| uu    | kruus ("kruis")   | als in het Ndl.; dikwijls langer      | /y(:)/   |

*: De klank èè komt maar beperkt voor (komt in Maastricht relatief gezien vaker voor, en wordt daar geschreven als "ei"), als dialectische variant op ei/ij.

#### Tweeklanken
NB: Veel van deze tweeklanken komen slechts in een beperkt aantal dialecten voor; sommige sluiten elkaar uit (dat wil zeggen: komt de ene tweeklank voor, dan kan de andere, daarop lijkende klank niet optreden). Dit is het geval met de ieë, iè en jè, met de oeë, oa en wa en met de uë, uè en wè.
Ook valse diftongen (als aw en ej) zijn opgenomen.
| klank  | voorbeeld             | uitspraak | IPA      | voorkomen                                            |
| ------ | --------------------- | --- | -------- | ---------------------------------------------------- |
| aaj    | vlaaj ("vlaai")       | aa met j | [a:j]    | vrij algemeen                                        |
| aoë    | raoëd ("raad")        | ao met naslag | [ɒ:ə]    | Midden-Heuvelland                                    |
| äöj    | dräöj ("draden")      | äö met j | [œ:i]    | vrij algemeen in NL-Limburg                          |
| au     | paus                  | als in het Ndl. | [ɑu]     | algemeen                                             |
| aw     | klaw ("klauw")        | a met halfvocaal w | [ɑw]     | vrij algemeen                                        |
| ei, ij | bein ("been")         | als in het Nederlands | [εi]     | algemeen                                             |
| eie    | beier ("bier")        | vloeiende overgang ei naar sjwa                                                                                             | [εiə]    | Sittards                                             |
| ej     | hej ("had", conj.)    | e met j | [æj]     | vrij algemeen                                        |
| ew     | vewke ("vouwtje")     | e met halfvocaal w | [æw, εw] | vrij algemeen, maar niet frequent                    |
| ieë    | Wieërt ("Weert")      | ie met naslag | [i:ə]    | Midden-Limburg en Parkstad Limburg e.o. (NL-Limburg) |
| iè     | hièr ("heer")         | vloeiende overgang i naar è                                                                                                 | [iε]     | Valkenburg e.o.                                      |
| jè     | kjès ("kaas")         | valse tweeklank; lijkt op iè                                                                                                | [jε]     | Meerssen e.o.                                        |
| i-j    | bi-j (''bij'')        | als de korte ''i'' en een ''j'' aan elkaar, komt vaak voor bij woorden die in het Nederlands een ij of ei zijn; lijkt op ej | [ɪ:j]    | Weert e.o                                            |
| oa     | sjoan ("mooi")        | vloeiende overgang o naar a                                                                                                 | [ɔɑ]     | Valkenburg en Geleen e.o.                            |
| oea    | sjoeal ("school")     | oe met a-naslag | [u:ɑ]    | o.a. Montfort                                        |
| oeë    | broeëd ("brood")      | oe met naslag | [u:ə]    | Midden-Limburg en Parkstad Limburg e.o. (NL-Limburg) |
| oj     | mojl ("bek")          | o met j | [ɔj]     | vooral Maastricht                                    |
| ou     | oug ("oog")           | als in het Ndl., vaak richting ow                                                                                           | [ɔu, ɑu] | algemeen                                             |
| uë     | kuël ("kool [plant]") | uu met naslag | [y:ə]    | Midden-Limburg en Parkstad Limburg e.o. (NL-Limburg) |
| uè     | huèr ("hoor")         | u gevolgd door è | [yε]     | Valkenburg en Geleen e.o.                            |
| ui     | huid ("hoofd")        | als in het Nederlands, maar met j-naslag                                                                                    | [øyi]    | algemeen, maar weinig frequent                       |
| wa     | dwad ("dood")         | valse tweeklank, lijkt op oa                                                                                                | [wɑ]     | Meerssen e.o.                                        |
| wjè    | grwjètsj ("trots")    | valse tweeklank, lijkt op uè                                                                                                | [wε]     | Meerssen e.o.                                        |

#### Umlaut
Zoals hierna toegelicht zal worden komt in alle Limburgse dialecten veel umlaut voor, gewoonlijk met een grammaticale achtergrond. Er zijn vaste umlautpatronen, hieronder gegeven en toegelicht aan de hand van een verkleinwoord.
| klank   | voorbeeld                 |
| a > e   | man - menneke             |
| aa > ae | aap - aepke               |
| ao > äö | haor ("haar") - häörke    |
| o > ö   | pot - pötje               |
| ó > u   | sjtóp - sjtupke           |
| oe > uu | hoes - huuske             |
| ou > ui | droum ("droom") - druimke |

In sommige dialecten is de umlaut van aa in bepaalde of zelfs alle gevallen verschoven naar de ee (vb. Maastrichts aap - eepke i.p.v. aepke)

### Medeklinkers

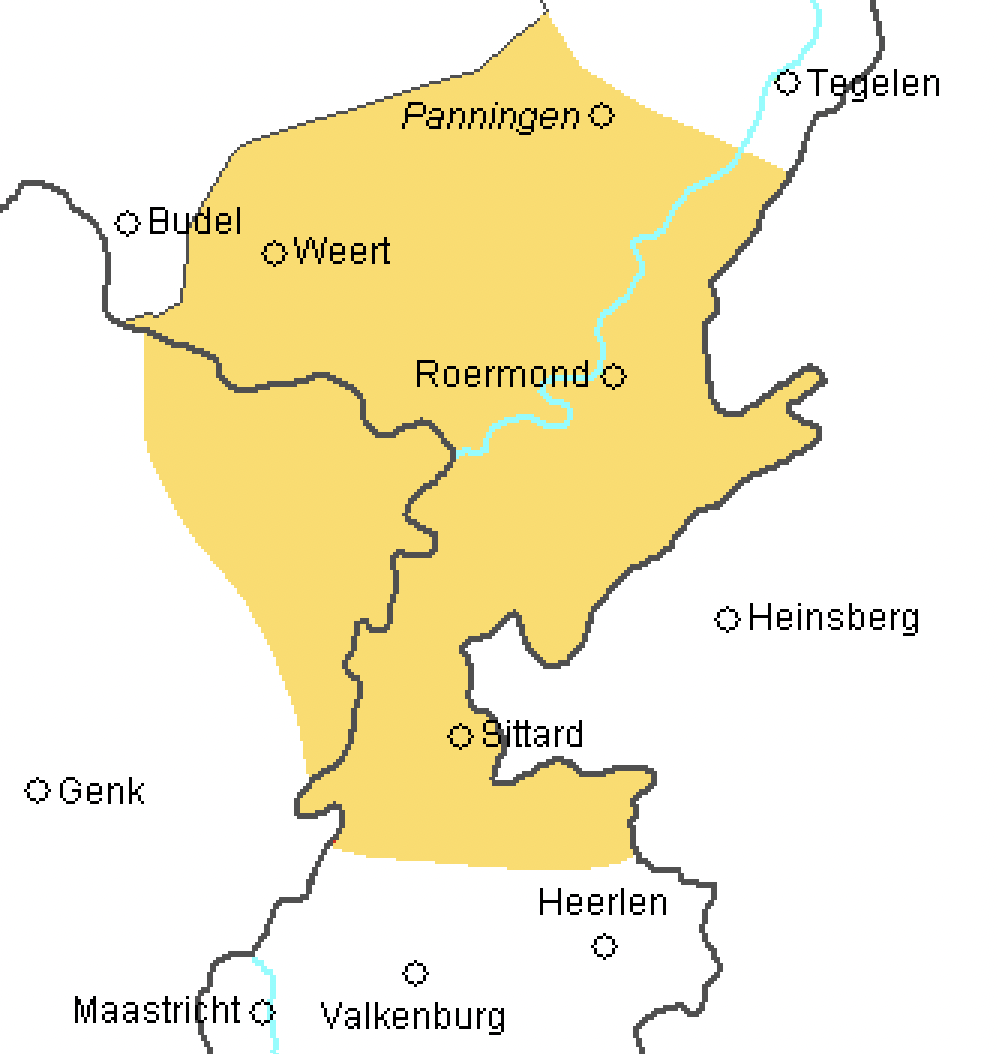
Mouilleringsgebied in Nederlands- en Belgisch-Limburg.

Deze wijken belangrijk minder van het Nederlands af dan de klinkers. Om die reden zullen slechts de bijzondere klanken hier worden weergegeven.
| klank | voorbeeld        | uitspraak                               |
| ----- | ---------------- | --------------------------------------- |
| ch    | ach(t) ("acht")  | stemloze velare fricatief ("zachte g")  |
| g     | good             | stemhebbende velare fricatief           |
| gk    | zègke ("zeggen") | g als in En., Du. of Fr.                |
| r     | raad ("wiel")    | keel-r, behalve rond Stein en Neer      |
| w     | wae(m) ("wie")   | een halfvocaal, tussen Ndl. en En. w in |

In het gebied tussen Weert, Reuver, Bocholt en Sittard komt bovendien mouillering voor. Dat wil zeggen dat de t en de d aan het eind van een woord vaak wat palataler worden uitgesproken, namelijk als tj en dj. De eindklank -nt/nd kan dan ook in -nj veranderen; Roermondenaren noemen hun stad bijvoorbeeld Remu(u)nj.